# خالد الملا
خالد الملا (1948 - ) مغنٍ وملحن كويتي شعبي.

## نشأته
ولد عام 1948 في الكويت نشأ في أسرة فقيرة الحال، سكن في الشامية ثم انتقل عام 1967 إلى منطقة صليبيخات ودرس في ثانوية الشويخ.

## حياته العملية
عمل في وزارة الصحة كاتباً، تحديداً في دوار العظام وكان راتبه سبعون ديناراً. كان القانون يسمح لمن عمل في الحكومة أربع سنوات أن يحصل على بعثة دراسية، هكذا سافر خالد في بعثة إلى القاهرة للدراسة في قسم التاريخ- كلية الآداب في جامعة حلوان، بعد ذلك عمل في الخطوط الجوية الكويتية وحالياً متقاعد. متزوج وله من الأبناء: حنان، علي، وليد.

## حياتة الفنية
الفنان خالد الملا من جيل المطربين الذين ظهروا في نهاية السبعينيات، كتب كلمات الأغنيات ووضع ألحاناً لها تتعلق بفنون منطقة الخليج والجزيرة العربية وغناها، وذلك على مدى 30 عاماً من العطاء في مجال الأغنية الشعبية، تحديداً اللون العدني الذي تميّز به في جلسات السمر والحفلات الخاصة والعامة، في وقت يسعى معظم المطربين والملحنين من جيله إلى الأغنية السريعة الخفيفة، البعيدة عن الطرب والألحان الشرقية الأصيلة.